# U-Bahnhof Kleistpark

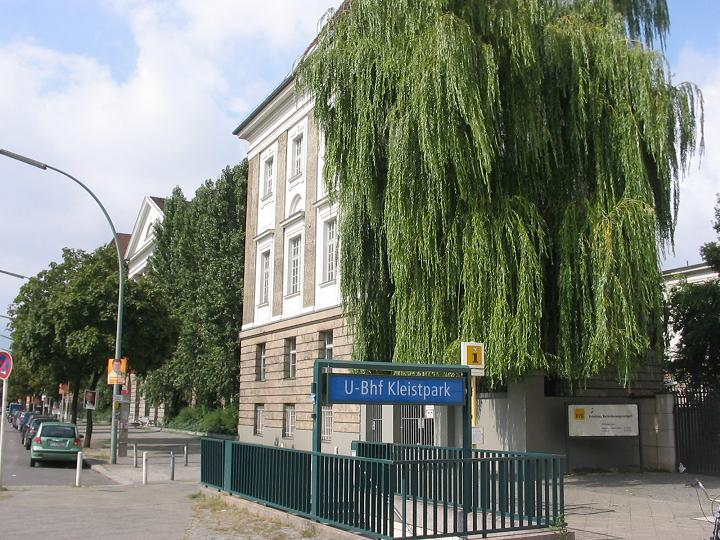
Bahnhofseingang in der Grunewaldstraße

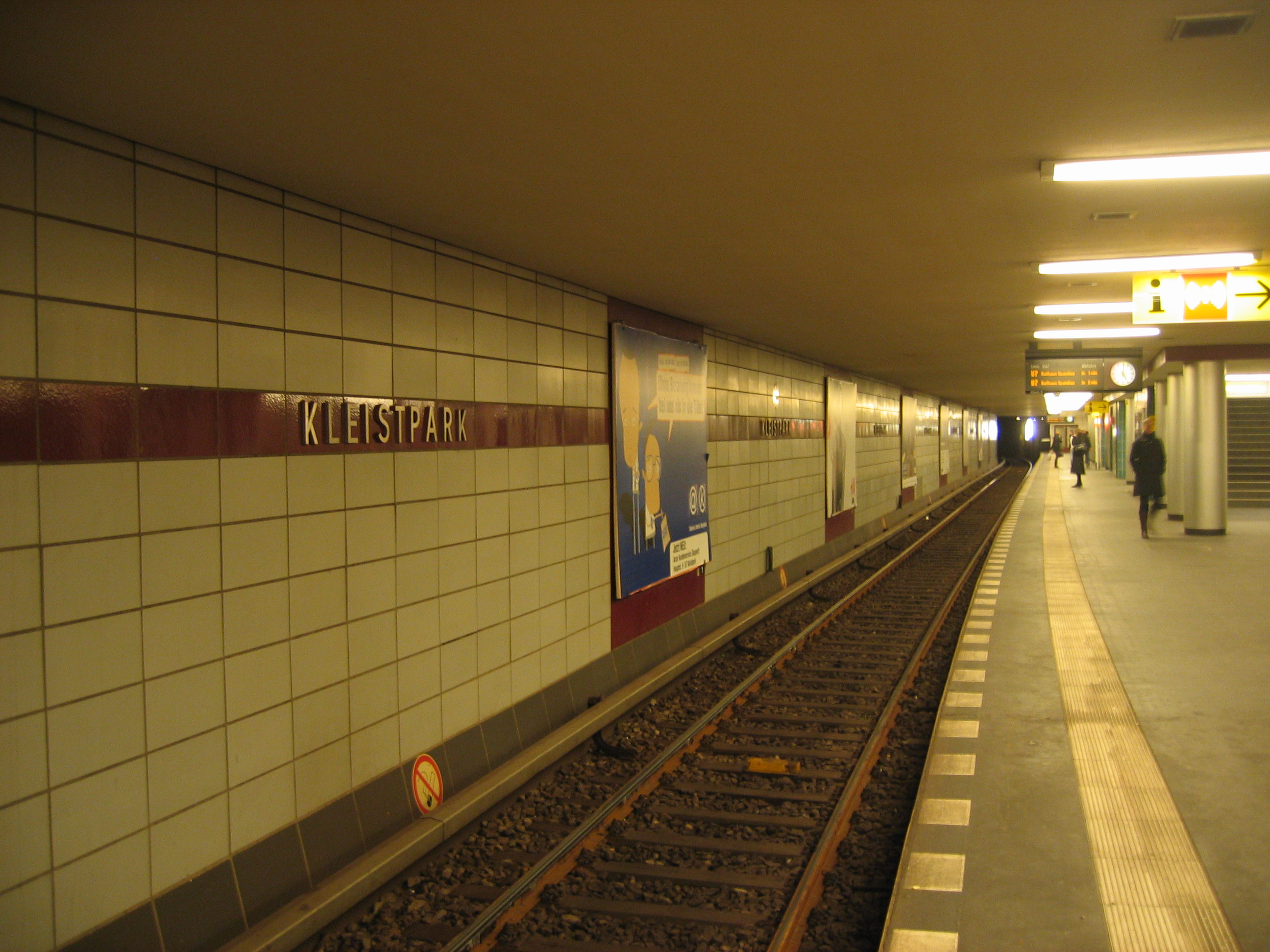
Bahnsteig

Der U-Bahnhof Kleistpark wurde am 29. Januar 1971 eröffnet und ist eine Station der Berliner U-Bahn-Linie U7. Sie liegt nahe dem Heinrich-von-Kleist-Park an der Kreuzung Grunewald- / Haupt- / Potsdamer Straße im Ortsteil Schöneberg des Bezirks Tempelhof-Schöneberg.

## Geschichte
Um 1970 wurde der U-Bahnhof Kleistpark nach Entwürfen von Rainer G. Rümmler errichtet. Dabei wurden die Wände mit grauen Fliesen und die runden Stützen mit Aluminiumplatten verkleidet. Die BVG hatte bis 2008 ihre Hauptverwaltung im Verwaltungsgebäude Potsdamer Straße 188–192 direkt am Kleistpark. Unter dem Bahnsteig der Linie U7 befindet sich der Rohbau eines weiteren Bahnsteigs, der für die ehemals geplante Linie U10 vorgesehen war. Auf der Verteilerebene des Bahnhofs hat die BVG eine gläserne Leitstelle für die Fahrgastinformation auf der Linie U7 gebaut. Der Bahnhof, der im Bahnhofsverzeichnis der BVG als Kt bezeichnet wird, besitzt einen Aufzug und ein Blindenleitsystem, sodass er barrierefrei zugänglich ist.
Ende 2018 wurde der Bahnhof zusammen mit zwölf weiteren Stationen als Zeitzeuge für den West-Berliner U-Bahn-Bau der 1960er und 1970er Jahre unter Denkmalschutz gestellt.

## Anbindung
| Linie | Verlauf |
| ----- | --- |
|       | Rathaus Spandau – Altstadt Spandau – Zitadelle – Haselhorst – Paulsternstraße – Rohrdamm – Siemensdamm – Halemweg – Jakob-Kaiser-Platz – Jungfernheide – Mierendorffplatz – Richard-Wagner-Platz – Bismarckstraße – Wilmersdorfer Straße – Adenauerplatz – Konstanzer Straße – Fehrbelliner Platz – Blissestraße – Berliner Straße – Bayerischer Platz – Eisenacher Straße – Kleistpark – Yorckstraße – Möckernbrücke – Mehringdamm – Gneisenaustraße – Südstern – Hermannplatz – Rathaus Neukölln – Karl-Marx-Straße – Neukölln – Grenzallee – Blaschkoallee – Parchimer Allee – Britz-Süd – Johannisthaler Chaussee – Lipschitzallee – Wutzkyallee – Zwickauer Damm – Rudow |

Am U-Bahnhof bestehen Umsteigemöglichkeiten von der Linie U7 zu mehreren Omnibuslinien der BVG.